# Eliza Radziwiłłówna
Eliza Fryderyka Luiza Marta Radziwiłłówna (ur. 28 października 1803 w Berlinie, zm. 27 września 1834 w Bad Freienwalde (Oder)) – rysowniczka amatorka, córka Antoniego Henryka Radziwiłła i księżniczki pruskiej Luizy Hohenzollern.

## Życiorys
Zgodnie z intercyzą przedślubną wychowana w kalwinizmie, wyznaniu swojej matki.
Eliza była pierwszą miłością drugiego syna króla pruskiego Fryderyka Wilhelma III – Wilhelma Hohenzollerna, późniejszego cesarza niemieckiego Wilhelma I. Para planowała nawet ślub. Radziwiłłowie wynajęli prawnika K.F. Eichhorna, którego zadaniem było opracowanie historii rodu, świadczącej o jego równości (niem. Ebenbürtigkeit) z suwerennymi książętami Rzeszy. Na rzecz takiej interpretacji świadczyły też postacie królowej Barbary Radziwiłłówny, księżnej mazowieckiej Anny, oraz księżnej neuburskiej i margrabiny brandenburskiej Ludwiki Karoliny. Proponowane w pewnych projektach małżeństwo morganatyczne również nie wchodziło w rachubę z uwagi na to, że Wilhelm wobec bezpotomności swojego brata Fryderyka był drugi w kolejce do tronu.
Wysunięto nawet projekt adopcji Elizy przez cara rosyjskiego Aleksandra I. Pomysł ten jednak wywołał wahanie cara, poza tym adopcja nie rozwiązałaby problemu, gdyż o równości rodowej decydowała krew, a nie nazwisko. Wobec sprzeciwu części rodziny i pruskich polityków Wilhelm porzucił swe zamiary i poślubił później Augustę, księżniczkę Saksonii-Weimaru. Nie zapomniał jednak swej miłości z młodości. Podobno na jego biurku stał zawsze wizerunek ukochanej.
Eliza nie wyszła nigdy za mąż. Zmarła 8 lat po ostatecznym rozstaniu z Wilhelmem, na gruźlicę. Pochowana została w Antoninie.

## Działalność artystyczna
Eliza przejawiała talenty artystyczne w dziedzinie muzyki i rysunku, którego uczyła się przed 1825 r. pod kierunkiem Fabiana Sarneckiego. Tworzyła krajobrazy, sceny rodzajowe, portrety członków rodziny i gości (np. Konstantego Radziwiłła, Bogusława Radziwiłła) oraz autoportrety: jeden z nich, wykonany w 1832 r., został powielony litograficznie, a odbitki otrzymali najbliżsi artystki. Przypuszcza się, że do tego portretu nawiązują wiersze przyjaciółki, Taidy Karoliny z Sulkowskich Wodzickiej. Eliza stale dokształcała się pod kątem doskonalenia techniki rysunku i malarstwa, sprowadzając podręczniki z Berlina, a jej obrazki trafiały na cele dobroczynne.
Eliza śpiewała, grała na fortepianie i harfie. W 1829, zaproszony do Antonina Fryderyk Chopin akompaniował na fortepianie Elizie, wykonującej wówczas partię Małgorzaty z Fausta autorstwa jej ojca, Antoniego Henryka Radziwiłła. Artystka sportretowała pianistę w swoim pamiętniku dwukrotnie (1826, 1832). Jej najbardziej znaną pracą olejną był z kolei obraz pt. Pierwsze kroki Dzieciątka (obraz o statusie zaginionego). Według niego powstała litografia autorstwa Franza Hanfstaengla, a w 1842 obraz ukazał się w wersji drzeworytniczej w numerze „Przyjaciela Ludu”.
Jej prace znajdują się w zbiorach Muzeum Narodowego w Warszawie (4 szkicowniki z rysunkami i album z kopiami wykonany przez Pelagię Radziwiłłową oraz litografia Franza Hanfstaengla) i w Towarzystwie Muzycznym w Warszawie (portrety Chopina).